# Élisabeth Wierzbicka Wela
Pour les articles homonymes, voir Wierzbicka.
Élisabeth Wierzbicka dite Wela est une artiste franco-polonaise, sculpteur, peintre, née le 28 septembre 1964  à Cracovie. Elle vit et travaille à Paris et Cracovie.

## Biographie
Elżbieta Wierzbicka a fait ses études à l'Académie des beaux-arts de Cracovie, Pologne de 1984 à 1989, couronnées d'un diplôme en section de gravure sur métal, dans l'atelier de Stanisław Wejman. Elle poursuit ensuite sa formation de 1989 à 1990 à l'École nationale supérieure des beaux-arts de Paris.
Elle travaille ensuite en France et en Allemagne (membre notamment de la « Maison des Artistes » et du Groupe artistique international « Völkerwanderung ») avant d'ouvrir un atelier à Créteil.

## Réalisations publiques

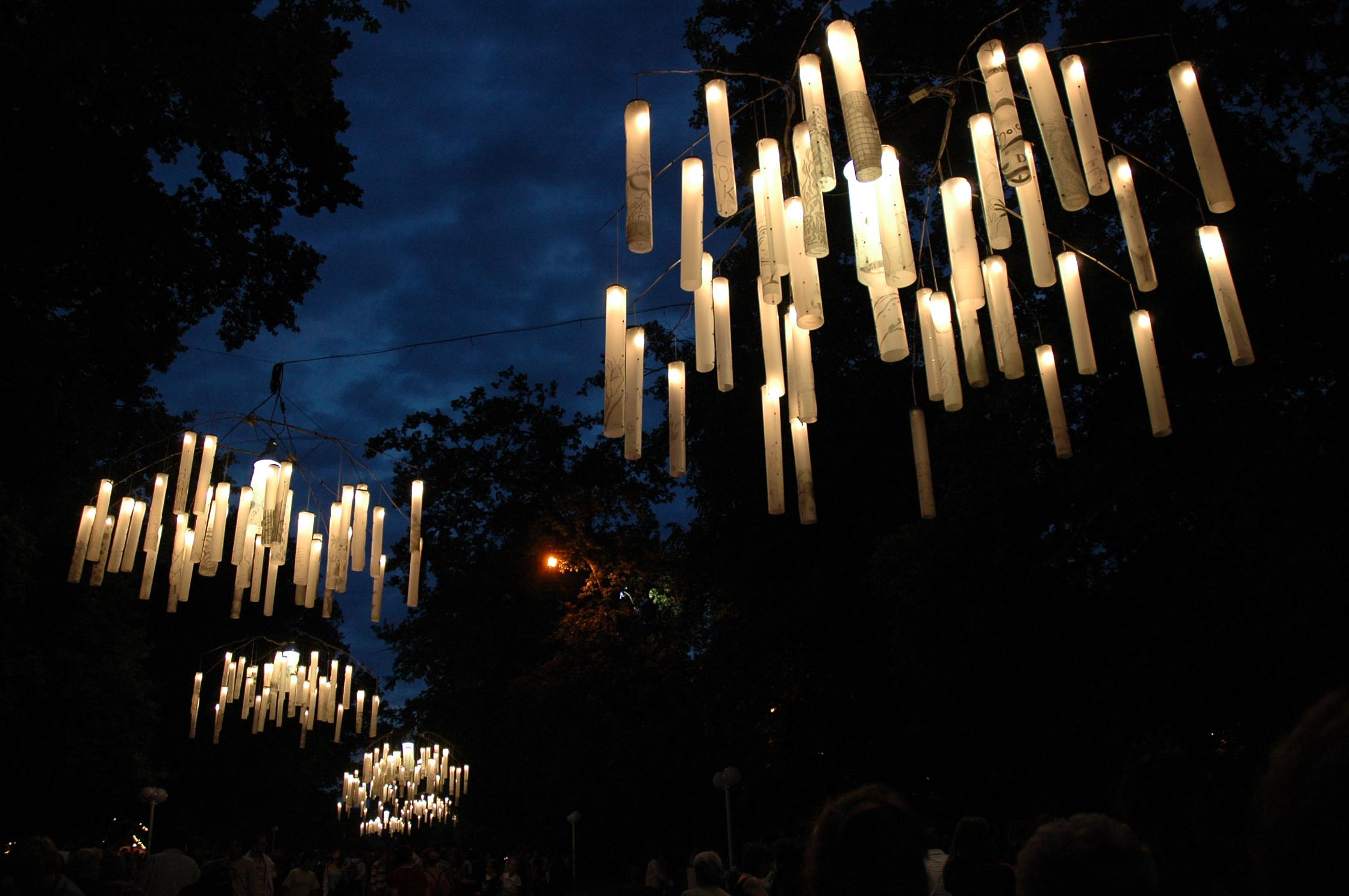
Installations lumineuses réalisée pour l'édition 2006 du festival Viva Cité à Sotteville-lès-Rouen.

Le travail de Wela relève de l'art contextuel et s'inscrit dans une relation avec le lieu et la culture locale.
- 2013 : Installations lumineuses « Constellations Imaginaires » 2, Futuroscope, Poitiers[4]
- 2012 : 上苑艺术馆 Shangyuan Art Museum[5], Pékin[6]
- 2011 : Installation « Artificial life », Futuroscope, Poitiers
- 2011 : Interactive audio installation  monumentale « Les Chuchoteurs », Centre de Science Copernic, Varsovie[7],[8] »
- 2009 : Installations lumineuses « Constellations Imaginaires »[9], Futuroscope, Poitiers
- 2008 : Installations monumentales, Jardins du Château d'Auvers-sur-Oise[10]
- 2007 : Installation monumentale, ArtSénat 2007, « Femme y es-tu ? », Jardin du Luxembourg, Paris[11]
- 2006 : Installations monumentales, Festival « Viva Cité », Sotteville-lès-Rouen
- 2005 : Installations monumentales, 14es Rencontres théâtrales, Espace Jean-Jaurès, Tomblaine / Nancy
- 2005 : Fresques, Foyer Kellermann, Paris
- 2005 : Fresques, Foyer Charles Albert Houette, Sartrouville
- 2000 : Fresque, Collège Saint-Joseph, Cachan
- 2000 : Musée international de la sculpture en plein air, « Europos Parkas », Vilnius, Lituanie
- 1999 : Sentier d'art « Le Vent des Forêts », Lahaymeix, Meuse
- 1998 : Fresque, Société « La Pieuvre », Paris

## Expositions personnelles récentes
- 2016 : Exposition « Les Racines du ciel », Institut français de Cracovie[12]
- 2015 : « Pensées hybrides », Jola Sidi Gallery, Paris[13]
- 2014 : « Instalacja », Galerie BWA (Biuro Wystaw Artystycznych), Kielce[14]
- 2013 : « Terre commune » avec Shigeko Hirakawa au Musée Manggha d'arts et techniques du Japon de Cracovie[15]
- 2012 : 上苑艺术馆 Shangyuan Art Museum, Pékin
- 2011 : Paris International Golf Club, Baillet-en-France[16]
- 2008 : Orangerie et Jardins du Château d'Auvers-sur-Oise
- 2007 : Galerie d'Art Actuel Socles et Cimaises, Nancy[17]
- 2005 : Espace culturel Martial Taugourdeau, Bonneval[18]